# Jack Youngerman
Jack Youngerman, né le 25 mars 1926 à Webster Groves (Missouri) près de Saint-Louis et mort le 19 février 2020 à Stony Brook (New York), est un artiste peintre et sculpteur américain.

## Biographie
Jack Youngerman est né en 1926 à Webster Groves (Missouri) près de Saint Louis (Missouri), déménageant à Louisville (Kentucky) en 1929, avec sa famille. Il a étudié l'art à l'université de Caroline du Nord de 1944 à 1946 dans le cadre d'un programme de formation de la marine militaire et est diplômé de l'université du Missouri en 1947. À l'automne 1947 Youngerman s'installe à Paris avec une bourse d'études. Il s'inscrit à l'École des Beaux-Arts où il étudie avec Jean Souverbie. Il se rend aux Pays-Bas, en Belgique, en Espagne, en Italie et en Grèce, pour visiter des musées d'art et des sites historiques. À partir de 1948, il se lie d'amitié à vie avec son compatriote Ellsworth Kelly ainsi qu'avec Eduardo Paolozzi, Arman, César, ou encore François Morellet. En 1950, il épouse l'actrice Delphine Seyrig, alors âgée de 18 ans.
La même année, Jack Youngerman présente sa première exposition collective, Les Mains éblouies à la galerie Maeght à Paris, qui comprend également Pierre Alechinsky, Eduardo Chillida et Corneille. Il visite les studios de Constantin Brancusi et Jean Arp avec Kelly, et se retrouve influencé par leur sens de la forme organique. Il rencontre Alexander Calder par l'intermédiaire de son beau-père, Henri Seyrig, archéologue de renom et attaché culturel de la délégation de la France libre aux États-Unis. Pendant ce temps, il s'intéresse à la résurgence de l'abstraction géométrique à Paris, en particulier dans des expositions telles que le Salon des Réalités Nouvelles qui comprend Max Bill, Auguste Herbin et Richard Paul Lohse. Youngerman visite aussi le Salon de mai pour voir le travail le plus récent des artistes de l'École de Paris, parmi eux des maîtres comme Henri Matisse.
Il réalise les décors de Histoire de Vasco, pièce de Georges Shéhadé mise en scène par Jean-Louis Barrault en novembre 1956.
Avec l'encouragement de la galeriste américaine Betty Parsons, il retourne en décembre 1956 au pays natal avec sa femme et leur jeune fils, s'installant dans le quartier de l'ancien port tout au sud de l'île de Manhattan. Ses amis et voisins dans cette colonie artistique, dite de Coenties Slip, sont Ellsworth Kelly, Robert Indiana, Agnes Martin, Lenore Tawney, ainsi que Jasper Johns, Robert Rauschenberg ou Jim Rosenquist, tous encore inconnus à l'époque.
Il réalise les décors de la pièce de Jean Genet Haute Surveillance dans sa version américaine (« Deathwatch ») présentée Off-Broadway à New York en octobre 1958.
En décembre 1958 la grande exposition « Sixteen Americans » du MoMA, organisée par Dorothy Canning Miller (en), lui amène la consécration, ainsi qu'à d'autres peintres de sa génération : Ellsworth Kelly, Robert Rauschenberg ou encore Frank Stella.
Il quitte la Betty Parsons Gallery en 1971 pour la Pace Gallery. En 1982 il rejoint la Washburn Gallery, où il demeure jusqu'à sa mort.
En février 1986 le Solomon R. Guggenheim Museum de New York consacre une rétrospective à son œuvre.
Il meurt à Stony Brook (New York) le 19 février 2020 de complications consécutives à une chute.

## Expositions individuelles
1951
- Galerie Arnaud, Paris

1958
- Betty Parsons Gallery, New York
- 1959 Museum of Modern Art, New York, "Sixteen Americans"

1960
- Betty Parsons Gallery, New York

1961
- Betty Parsons Gallery, New York

1962
- Galerie Lawrence, Paris

1963
- Galeria dell' Ariete, Milan
- Everett Ellen Gallery, Los Angeles, California
- The Phillips Collection, Washington

1964
- Betty Parsons Gallery, New York

1965
- Galerie Lawrence, Paris

1967
- Betty Parsons Gallery, New York

1968
- Betty Parsons Gallery, New York

1971
- Pace Gallery, New York

1972
- Portland Center for the Arts, Oregon
- Seattle Art Museum, Washington
- Pace Gallery, New York

1973
- The Arts Club of Chicago, Illinois
- Galerie Denise Rene, Paris

1975
- Hopkins Center, Dartmouth College, Hanover, New Hampshire
- Pace Gallery, New York

1976
- Parrish Art Museum, Southampton, New York

1981
- Washburn Gallery
- Doris C. Freedman Plaza, Central Park, New York, :"Sculpture Grove," Public Art Fund

1982
- Fine Arts Center, S.U.N.Y., Stony Brook, New York
- Washburn Gallery

1984
- Washburn Gallery

1985
- Washburn Gallery

1986
- Washburn Gallery

1987
- Washburn Gallery
- Solomon R. Guggenheim Museum of Art, New York

1989
- Heland Wetterling Gallery, Stockholm, Suède

1991
- Washburn Gallery

1997
- Washburn Gallery

1999
- Washburn Gallery

2000
- Guild Hall Museum, East Hampton, New York

2001
- Washburn Gallery

2003
- Washburn Gallery

2004
- Parrish Art Museum, Southampton, New York

2005
- The Drawing Room, East Hampton, New York
- Susan Sheehan Gallery, New York (also 2006)

2006
- Washburn Gallery
- Susan Sheehan Gallery, New York

2009
- Washburn Gallery

2011
- Margo Leavin Gallery, Los Angeles (Californie)

2013
- Washburn Gallery, New York, NY
- LongHouse Reserve, East Hampton, NY
- The Drawing Room, East Hampton, NY

2014
- Washburn Gallery, New York, NY
- Galerie Hervé Bize, Nancy, France

## Expositions collectives
1951
Galerie Suzanne Michel, Paris. Exposition « Espace-Lumière » avec Carmelo Arden Quin, Jésus Rafael Soto, Alejandro Otero, Luis Guevara Moreno, Ruben Nunez, Pardo et Jeanne Kosnick-Kloss.

## Collections publiques
- Boca Raton Museum of Art, Boca Raton, Floride.
- Carnegie Museum of Art, Pittsburgh, Pennsylvanie.
- Columbus Museum of Art Columbus, Ohio.
- Musée d'art de Denver Denver, Colorado.
- Frederick R.Weisman Art Museum Minneapolis, Minnesota.
- High Museum, Atlanta, Géorgie.
- Hunter Museum of Art, Chattanooga, Tennessee.
- Marion Koogler McNay Art Museum San Antonio, Texas.
- Michael C. Carlos Museum Atlanta, Géorgie.
- Neuberger Museum of Art Purchase, New York.
- Newark Museum Newark, New Jersey.
- North Carolina Museum of Art Raleigh, Caroline du Nord.
- The Phillips Collection, Washington.
- Reynolds Metals Corporation, Richmond, Virginie.
- San Francisco Museum of Modern Art, San Francisco, Californie.
- Smithsonian American Art Museum, Washington.
- Solomon R.Guggenheim Museum, New York, État de New York.
- University of Michigan Museum of Art Ann Arbor, Michigan.
- Walker Art Center, Minneapolis, Minnesota.
- Whitney Museum of American Art, New York, État de New York.
- Wright Museum of Art Beloit, Wisconsin.
- Yale University Art Gallery, New Haven, Connecticut.

### Presse (sélection)
- John Russell, « Jack Youngerman at the Guggenheim », The New York Times,‎ 7 mars 1986 (ISSN 0362-4331, lire en ligne)